# Aage Barfoeds og Frank Lunds Legat
Aage Barfoeds og Frank Lunds Legat var et legat, som delte midler ud fra 1969 til 2002 til ældre forfattere, som træner til støtte eller søger. Legatet fik navn efter forfatterne Aage Barfoed og Frank Lund. Dansk Forfatterforenings var repræsenteret i legatets udvælgere. Legatet blev nedlagt ved sidste uddeling i 2006.

## Liste over modtagere
| Årstal | Modtagere             |
| ------ | --------------------- |
| 2006   | Inger Christensen     |
| 2006   | Steffen Heiberg       |
| 2006   | Carsten Jensen        |
| 2006   | Erling Jepsen         |
| 2006   | Pia Juul              |
| 2006   | Arthur Krasilnikoff   |
| 2006   | Peter Laugesen        |
| 2006   | Preben Major Sørensen |
| 2006   | Henrik Nordbrandt     |
| 2006   | Jørgen Sonne          |
| 2000   | Gynther Hansen        |
| 1996   | Lotte Linck           |
| 1993   | Lisbeth Bendixen      |
| 1992   | Inge Pedersen         |
| 1992   | Grete Povlsen         |
| 1983   | Aage Dons             |
| 1969   | S.A. Klubien          |